# 山田勇男
山田 勇男（やまだ いさお、1952年〈昭和27年〉 - ）は、日本の映画監督、映像作家、美術家、漫画家。北海道夕張郡長沼町出身。

## 人物・略歴
1974年（昭和49年）、北海道綜合美術専門学校（現北海道芸術デザイン専門学校）を卒業し、演劇実験室天井桟敷に入団。寺山修司監督『田園に死す』の疑景工作を担う。その後も、寺山修司の映画『ボクサー』（1977年）、『草迷宮』（1979年）、『さらば箱舟』（1984年）の美術や衣装デザインを担当している。
1977年（昭和52年）、札幌にて漫画家・湊谷夢吉らと「銀河画報社映画倶楽部」を結成。稲垣足穂の「一千一夜物語」をモチーフとした8ミリ映画の第一作『スバルの夜』（1977年）が、オフシアター・フィルムフェスティバル'79（後のぴあフィルムフェスティバル）に入選。続けて『家路』（1981年）は、寺山修司の推選で、ぴあフィルムフェスティバルに入選。これらの作品を含め、湊谷が38歳で病没する1988年（昭和63年）までに、「銀河画報社映画倶楽部」として、8ミリ5本、16ミリ3本を制作した。イメージ・フォーラム・フェスティバルへ招待出品した初期作品群は、1985年（昭和60年）にダゲレオ出版からビデオとして発売された。1991年（平成3年）から、大宅加寿子の運営するラ・カメラにて、山崎幹夫監督との定期的な上映会「ラ・カメラ・シネマ・フォー・アイズ」を続けている。2001年（平成13年）にはBOX東中野にて『となりの映像作家　山崎くんと山田さん　山崎幹夫全作品51本＋山田勇男全作品59本』の一挙上映が行われた。その他、上映特集には、2003年（平成15年）には「星のシガレット - 山田勇男全映像展」（神戸アートビレッジセンター）や2009年（平成21年）からヤマヴィカスコープ座映像の詩学シリーズ（イルバ・サロン）がある。
現在まで8ミリフィルム作品を中心に100本を越えるアート・フィルムを制作。フランス、ドイツ、スウェーデンなどで特集上映が組まれている。1992年（平成4年）、ユーロスペースにて『山田勇男監督全作品連続上映』、2004年第50回オーバーハウゼン国際短編映画祭にて日本人として初めての回顧上映、2004年スウェーデン現代美術館メレット・オッペンハイム展の招聘アーティストとしてプログラムが組まれた。、また、16ミリ作品『月球儀少年』（2000）と8ミリ作品『記憶』(2014)がオーバーハウゼン国際短編映画祭で買上げになるなど、作品は美術館や大学にも収蔵されている。
劇場用映画の監督作品には、『アンモナイトのささやきを聞いた』（1992／カンヌ国際映画祭批評家週間招待）、つげ義春原作『蒸発旅日記』(2003)、『シュトルム・ウント・ドランクッ』（2014）がある。
主な個展は『僕のフェヴァリット』（1987年：札幌スペース・グルグル）、『僕のイプノス』（1994年：札幌テンポラリースペース）、『山田勇男展～六つの小箱～BOX ART展』（1996年：CRUMB-BOM）、『僕のミューズ』（東京ギャラリー百町森）、『YAMAVICA★KALEIDOSCOPE:六月の夜のきれっぱし』（2001年：東京LA CAMARA）、『夜のヴェール』（2002年：札幌市資料館ギャラリー）、『少女繪』（2003年：札幌古書ザリガニヤ）、 『山田勇男展「夜の膜」』（2003年：ギャラリー池田美術）、『瑠璃展』（2008年：ビリケン・ギャラリー）、ミモザ・ギャラリー表参道で上映会と併せた展示会シリーズ(2009 - 2011年)、『漫画集「戯れ」ポスター展』（2008年：ビリケン・ギャラリー）、『人魚』（2009年：ビリケン・ギャラリー）、『人魚の夜と夜：山田勇男人魚幻想画展』（2012年：万力のある家）、『山田勇男個展　ヤマヴィカポスター寺山修司映画篇』（2014年：ポスターハリスギャラリー）がある。2015年（平成27年）には、欧州初の個展『The Cosmology of Isao Yamada／山田勇男　その宇宙の断片」（Galleri Yamanashi, Stockholm）が開催された。
装丁作品は、『加藤泰資料集』（1994年：北冬書房）、鈴木清順『花地獄』（1996年：北冬書房）、原マスミ『夢の4倍』（1996年：北冬書房）、鈴木翁二『マッチ一本の話』（1998年：北冬書房）、つげ義春『つげ義春 漫画術』（1993年：ワイズ出版）、安部慎一『美代子阿佐ヶ谷気分』（2000年：ワイズ出版）など多数。また独特の手書き書体〝ヤマヴィカ製文字〟は、天野天街演出の流山児★事務所演劇ポスター（『田園に死す』、『西遊記』）、宇野亜喜良の展覧会、映画『二十世紀少年読本』（林海象監督）や『シュトルム・ウント・ドランクッ』のタイトル文字などに使われている。
山田についての書籍は『夢のフィールド』（1990年／イメージ・ガリレオ）、『星のフラグメント　山田勇男のあしおと』(2003年／ワイズ出版)、インタビュー小冊子『ヤマヴィカ宇宙学』（2014年／虹霓社）、展示会カタログ「The Cosmology OF ISAO YAMADA～ヤマヴィカ宇宙学Ⅱ」（2015年／虹霓社）、自身の著作には漫画集『戯れ』(2008年／北冬書房)、細密ペン画集『人魚』(2013年／北冬書房) がある。
映像作品は、『銀河画報社映画倶楽部アンソロジー I・II 』(VHS／喇嘛舎）、『少女オルフェ/星とプロペラ』（DVD:2007年／喇嘛舎）、『蒲団龍宮記（トタン街日和、ふねまくら遠景、薄墨の都を併録）』(DVD／LA CAMERA)としてまとめられている。

## 作品（映像）
- 『スバルの夜』（1977年）原案・監督／25分／カラー／8mm （銀河画報社映画倶楽部）
- 『夜窓』（1978年）原案・監督・出演／（20分／カラー／8mm （銀河画報社映画倶楽部）
- 『海の床屋』（1980年）監督・美術／25分／カラー／8mm （銀河画報社映画倶楽部）
- 『家路』（1981年）監督・美術／25分／カラー／8mm （銀河画報社映画倶楽部）
- 『銀河鉄道の夜』（1982年）監督・美術／45分／カラー／8mm （銀河画報社映画倶楽部）
- 『CHIME’RE』（1983年）原案・演出・選曲／3分／カラー／VTR
- 『巻貝の扇』（1983年）原案・監督／12分／カラー／16mm （銀河画報社映画倶楽部）
- 『悲しいガドルフ』（1984年）原案・監督／20分／カラー／16mm （銀河画報社映画倶楽部）
- 『青き零年』（1985年）撮影・編集／37分／カラー／8mm
- 『Un Image』（1985年）撮影・編集／12分／B&W／16mm
- 『All Alone』（1985年）撮影・編集／10分／カラー／8mm
- 『わが解体』（1986年）撮影・編集／15分／カラー／8mm
- 『ライオンと菫』（1986年）撮影・編集／65分／カラー／8mm
- 『降誕祭』（1986年）撮影・編集／15分／カラー／8mm
- 『僕の失楽園』（1986年）撮影・編集／5分／カラー／8mm
- 『Augenblick～光の綺術』（1986年）撮影・編集／10分／カラー／16mm
- 『往復』（1986年）撮影／46分／カラー／8mm
- 『ボエオティアの山猫』（1987年）監督・編集／15分／カラー／16mm （銀河画報社映画倶楽部）
- 『リブスの沓下』（1987年）撮影・編集／10分／カラー／8mm
- 『HINA』（1987年）撮影／3分／カラー／8mm
- 『美の記憶』（1988年）撮影・編集・編曲10分／カラー／8mm
- 『冬のスケッチ』（1988年）演出・撮影・編集／25分／カラー／8mm
- 『水晶』（1988年）監督／12分／カラー／16mm
- 『水晶リハーサル』（1988年）監督／10分／カラー／8mm
- 『憧れが屋根にいる』（1988年）原案・監督・撮影36分／カラー／8mm
- 『往復Ⅱ』（1988年）撮影・編集／90分／カラー／8mm
- 『FLAMME―焔』（1989年）撮影・編集／9分／カラー／8mm
- 『INCIDENT’S―偶景[5]』（1989年）撮影・編集／9分／カラー／8mm
- 『夢を冠に』（1990年）監督／16分／カラー／16mm
- 『追分』（1991年）撮影・編集・選曲17分／カラー／8mm
- 『アンモナイトのささやきを聞いた』（1992年）監督・脚本70分／カラー／35mm （ユーロスペース）
- 『薄墨の都』（1992年）監督／33分／カラー／16mm （LA CAMERA）
- 『両眼が現象を記録する一秒前に』（1993年）撮影・編集・台詞・選曲／48分／カラー／8mm
- 『衣装哲學』（1993年）演出・撮影・編集・選曲／20分／カラー／8mm
- 『彼方』（1993年）撮影・編集・選曲／20分／カラー／8mm
- 『往復Ⅲ』（1993年）撮影・編集／75分／カラー／8mm
- 『旅の灯』（1994年）撮影・編集／30分／カラー／8mm
- 『沓下の嘆き』（1994年）撮影・編集・選曲／9分／カラー／8mm
- 『古風記』（1994年）◎底本「秋風記」太宰治／潤色・監督／30分／カラー／8mm
- 『異国』（1994年）撮影・編集・選曲／30分／カラー／8mm
- 『或る秘密』（1995年）演出・撮影・編集・選曲／17分／カラー／8mm
- 『アンドロギュヌスの裔』（1995年）演出・撮影・編集／25分／カラー／8mm
- 『夜のフラグメント』（1996年）監督／12分／B&W／16mm
- 『人形譚』（1996年）撮影・編集・選曲25分／カラー／8mm
- 『ニッケルの夢』（1996年）演出・撮影・選曲／10分／カラー／8mm
- 『マッチ譚』（1996年）監督・撮影・編集／80分／カラー／8mm
- 『ロンググッドバイ』（1997年）監督／32分／Ｂ＆Ｗ／16mm
- 『僕はずっと続けて夢を見ている』（1998年）撮影・編集・選曲／20分／カラー／8mm
- 『沼』（1999年）監督・選曲／12分／カラー／8mm
- 『檸檬』（1999年）監督・編集・選曲／12分／カラー／8mm
- 『プリズム』（1999年）撮影・編集・選曲／20分／カラー／8mm
- 『レインドロップ』（1999年）演出・撮影・編集／10分／カラー／8mm
- 『星月塔』（1999年）監督・撮影／15分／カラー／8mm
- 『濹東の夢の猫の戀』（1999年）演出・撮影・選曲／20分／カラー／8mm
- 『往復Ⅳ』（1999年）撮影・編集／63分／カラー／8mm
- 『月球儀少年』（2000年）28分／カラー／35mm （札幌映画制作実行委員会）
- 『星とプロペラ』（2000年）演出・撮影・編集／13分／カラー／8mm
- 『PUZZLE』（2001年）演出・編集・選曲／20分／B&W／8mm
- 『真珠のように輝いた太陽』（2001年）撮影／15分／カラー／8mm
- 『少女オルフェ』（2001年）演出・撮影・編集／20分／カラー／8mm
- 『ヒカリトカゲ』（2002年）撮影・編集・選曲／50分／カラー／8mm
- 『蒸発旅日記』（2003年）監督／85分／カラー／35mm （ワイズ出版）
- 『蒲団龍宮記』（2003年）監督／25分／カラー／8mm （La Camera）
- 『逢魔ヶ時』（2003年）演出・撮影・編集・選曲／15分／カラー／8mm
- 『あやかし横丁』（2003年）演出・撮影・編集／22分／カラー／8mm
- 『彗星[Comet]』（2003年）演出／17分／カラー／16mm
- 『そして彼女の手は優しく触れる』（2004年）15分／カラー／8mm
- 『人の世に』（2004年）15分／カラー／8mm
- 『彼岸花』（2004年）15分／カラー／8mm
- 『黒猫ミヴァ』（2004年）13分／モノクローム／8mm
- 『ドイツ鈴蘭』（2004年）30分／モノクローム＋カラー／8mm
- 『秋のユーモレスク』（2004年）30分／カラー／8mm
- 『かげろふ』（2004年）12分／カラー／8mm
- 『コバルトガラス』（2004年）18分／カラー／8mm
- 『郷愁』（2004年）30分／カラー／8mm
- 『Chrysathemun綺想』（2005年）20分／カラー／8mm
- 『はずかしさと夢とひかりと』（2005年）48分／カラー／8mm
- 『トタン街日和』（2005年）13分／カラー／8mm （LA CAMERA）
- 『蝙蝠傘』（2006年）12分／カラー／8mm
- 『Fragilitat』（2006年）25分／カラー／8mm
- 『往復Ⅴ』（2006年）山崎幹夫との共作／50分／カラー／8mm
- 『アフンルパル』（2007年）16分／カラー／8mm
- 『木犀草の下にまつ毛を伏せて』（2007年）36分／モノクローム／8mm
- 『青い夕方の向こうに影と光の縺れを見つめて』（2007年）25分／カラー／8mm
- 『ふねまくら遠景』（2007年）31分／カラー／8mm （LA CAMERA）
- 『白昼夢』（2008年）20分／カラー／8mm
- 『チョコレット』（2008年）20分／カラー／8mm
- 『ファンタシウム』（2008年）18分／カラー／8mm
- 『明石』（2008年）12分／カラー／8mm
- 『鏡の鏡』（2008年）（19分／カラー／8mm
- 『ヰタ マキナリス』（2008年）21分／カラー／8mm
- 『幻影』（2008年）20分／カラー／8mm
- 『龍志漫歩』（2009年）10分／カラー／8mm
- 『東京零年』（2009年）32分／モノクローム／8mm
- 『青頭巾』（2009年）22分／カラー／8mm
- 『琵琶姫』（2009年）19分／カラー／8mm
- 『冬の旅』（2010年）38分／カラー＋モノクローム／8mm （Ylva Salon）
- 『夏の早朝と十二月の夕方』（2010年）49分／カラー／8mm
- 『狂戀』（2010年）35分／カラー／8mm
- 『春ノ柔カナ夜気ト秋ノ月露』（2011年）40分／カラー／8mm
- 『絶望アラベスク』（2011年）34分／カラー／8mm
- 『死と乙女』（2012年）34分／カラー／8mm
- 『つげ義春の蒸発旅日記　ディレクターズ版』（2012年）90分／カラー＋モノクローム／DVD （ワイズ出版）
- 『幻景』（2013年）32分／カラー+モノクローム／8mm （DER VERLORENE SOHN）
- 『シュトルム・ウント・ドランクッ』（2014年）138分／カラー／HD （シュトルム・ウント・ドランクッ製作実行委員会）
- 『記憶』（2014年）23分／モノクローム／8mm　　(Ylva Salon)
- 『ソノ空虚ノ瞬間二』（2014年）24min, モノクロ＋カラー／8mm （DER VERLORENE SOHN）
- 『海のマリー』（2014年）38分／モノクロ＋カラー／8mm （Ylva Salon）
- 『白の上のモザイク』(2015-2016年) 35分／モノクロ＋カラー、8mm
- 『道・シュトラアセ』(2016年) 40分／モノクロ＋カラー／8mm （DER VERLORENE SOHN）
- 『幻視の一瞬』(2017年)３分／モノクロ／8mm
- 『シリウス頌』(2017年)５分／モノクロ＋カラー／8mm

以上、（銀河画報社映画倶楽部）（LA CAMERA）など記載がある以外はヤマヴィカ・フィルムとして制作・発表（但し、DER VERLORENE SOHNとYlva Salonはヤマヴィカ・フィルム）

## 作品（漫画）
- 「紅燈夜曲・哀愁の町に星が降る　桃色月夜篇」（1975年） - 『銀河画報　初夏の號』／2002年『幻燈』4号再録
- 「赤魚河岸」（1976年） - 『銀河画報　第参號』
- 「日向の匂い」（1992年） - 『夜行』18号
- 「浮世」（1994年） - 『夜行』19号
- 「戯れ」（1995年） - 『夜行』20号
- 「うつぶせ」（1998年） - 『幻燈』1号
- 「いたずら」（2000年） - 『幻燈』2号
- 「みち草」（2001年） - 『幻燈』3号
- 「みどり龜」（2005年） - 『幻燈』6号
- 「冬の猫の泣き聲」（2007年） - 『幻燈』7号
- 「ダンディズ夢の涙」（2008年） - 漫画集『戯れ』書き下ろし
- 「人魚」（2009年） - 『幻燈』10号　＊細密ペン画
- 「燃えるようなオレンジ色の閃光で囲まれた青い横顔」（2010年） - 『幻燈』11号
- 「私ノ青ヒ塔ノ中ニ誰ガイルノ」（2011年） - 『幻燈』12号
- 「午前三時に蝋燭の火が蒼ざめる」（2013年） - 『幻燈』13号